# ジョセフ・バート・デービー

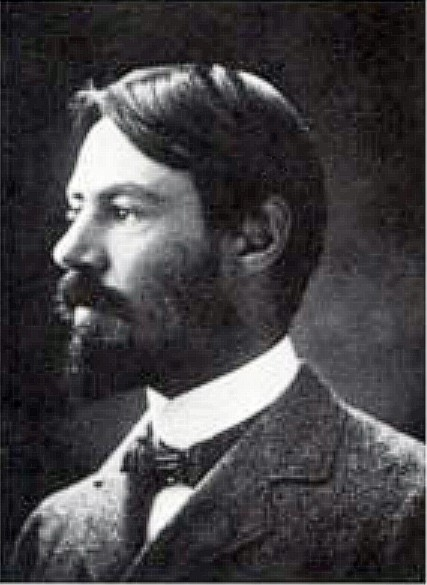
ジョセフ・バート・デービー

ジョセフ・バート・デービー（Joseph Burtt Davy、1870年3月7日 - 1940年8月20日）は、イギリスの植物学者、農学者である。

## 略歴
ダービーシャー州のフィンダーンに生まれた。ウェスト・ヨークシャーのイルクリーで学んだ後、1891年に王立植物園（キューガーデン）の技師補となるが、すぐにカリフォルニア大学の植物学部で研究するためにアメリカ合衆国に渡った。カリフォルニア大学では農学を学び、1896年から1901年の間、カリフォルニア農業試験所で働いた。カリフォルニア大学教授のジェプソン（Willis Linn Jepson）の著書、"A Flora of Western Middle California"(「カリフォルニア中西部の植物」1901年）の一部を執筆した。1903年の初めから、南アフリカのトランスバールで働くようになりに、トランスヴァールの植物を集め、1913年に退職するまでに標本の点数は14,000に上った。1989年に、後に南アフリカ国立生物多様性研究所(South African National Biodiversity Institute：SANBI)となる研究機関の所長に任じら、栽培植物の導入と品種改良に貢献した。
1919年にイギリスに帰国し、キューガーデンに戻り、 "A Manual of the Flowering Plants and Ferns of the Transvaal with Swaziland"の執筆を始め、1926年に第1巻、1932年に第2巻が出版された。図は妻のアリス・ボルトン・デービーが描いた。
1925年にケンブリッジ大学から博士号を得た。ロバート・スコット・トループが創立したオクスフォード大学林学研究所の最初の学芸員となり、講師も勤め、森林学の研究も行った。
アカネ科の植物の属名、BurttdavyaやAloe davyana、Acacia davyi、Hibiscus burtt-davyi、Ficus burtt-davyiなど多くの植物の種に献名されている。

## 著作
- Vernacular and Botanical Names of some South African Plants - Burtt Davy, Transvaal Agricultural Journal, April 1904
- Ferns of the Transvaal - Burtt Davy & V. G. Crawley, Report of the SA Association for the Advancement of Science, 1909
- A First Checklist of Flowering Plants and Ferns of the Transvaal and Swaziland - Burtt Davy & Mrs R. Leendertz Pott, Annals of the Tvl. Museum, 1912
- Maize: its History, Cultivation, Handling and Uses with Special Reference to South Africa - Burtt Davy, London, 1914
- A Manual of the Flowering Plants and Ferns of the Transvaal with Swaziland - Burtt Davy : Longmans, Green & Co.., 1932